# Eric Carruthers
Eric Carruthers, född 10 november 1895 i Agincourt, död 19 november 1931 i Tidworth, var en brittisk ishockeyspelare. Han blev olympisk bronsmedaljör i Chamonix 1924 och kom på fjärde plats fyra år senare i Sankt Moritz 1928. 

## Meriter
- OS-brons 1924